# Parafia Świętych Apostołów Piotra i Pawła w Sułowie Wielkim
Parafia Świętych Apostołów Piotra i Pawła w Sułowie Wielkim – rzymskokatolicka parafia znajdująca się w dekanacie Góra wschód archidiecezji wrocławskiej. Erygowana w 1972 roku.
Obsługiwana przez księży archidiecezjalnych. Jej proboszczem od 2022 roku jest ks. mgr Waldemar Cwynar. 

## Parafialne księgi metrykalne
| Księgi metrykalne | Okres ewidencji |
| ----------------- | --------------- |
| chrztów           | od 1945         |
| ślubów            | od 1945         |
| zgonów            | od 1945         |